# Palais 12
Palais 12 sau (în neerlandeză Paleis 12) este o arenă acoperită din Bruxelles, Belgia, folosită pentru concerte și spectacole. Cu o capacitate de aproximativ 15.000 de locuri, este una dintre cele mai mari săli acoperite din țară. Situată pe platoul Heysel/Heizel, a fost construită inițial în 1989, dar a fost reproiectată și redeschisă în forma sa actuală în 2013.
Palais 12 este elementul cheie al proiectului NEO, care își propune să transforme Platoul Heysel într-un cartier modern și multifuncțional din nordul Bruxelles-ului.

## Evenimente
În 2016, Dalai Lama a fost invitat la un eveniment la Palais 12. Music Industry Awards sunt decernate anual în această sală din 2017. În semifinalele Grupei Mondiale a Cupei Davis din 2017, echipa de Cupa Davis a Belgiei a jucat împotriva Australiei în perioada 15-17 septembrie.
Palatul a fost una dintre cele nouă locații pentru Campionatul European de volei masculin din 2019, desfășurat în Belgia, Franța, Olanda și Slovenia.
Alte concerte și evenimente notabile desfășurate în arenă includ:
- 2013: David Guetta; Mylène Farmer; Elton John; Indochine; Riverdance
- 2014: Stromae; Scorpions; Kylie Minogue; Drake; André Rieu; Il Divo; Peter Gabriel; Calogero; John Newman; Elbow, Cliff Richards
- 2015: 5 Seconds of Summer; Ennio Morricone; Nicki Minaj; Johnny Hallyday; Santana; Eros Ramazzotti; Major Lazer; André Rieu; Supertramp; Oscar and the Wolf; Violetta; Shaka Ponk; Editors; The Prodigy; Faithless; 2015 League of Legends World Championship Soy Luna Live;
- 2016: Massive Attack; Muse; Queen + Adam Lambert
- 2017: Martina Stoessel
- 2019: Nicki Minaj; Take That; Twenty One Pilots